# Gare d'Eupatoria-Kourort
La gare d'Eupatoria-Kourort (en ukrainien : Євпаторія-Курорт ; russe : Евпатория-Курорт) est une gare ferroviaire de Crimée située sur le territoire de la ville d'Eupatoria.

## Histoire
La gare, construite ne 1915 fut mise en service en 1916 pour l'Empire russe, la gare en bois fut détruite lors de la Seconde Guerre mondiale. Le bâtiment actuel est d'Alexeï Douchkine en 1953.

## Service des voyageurs

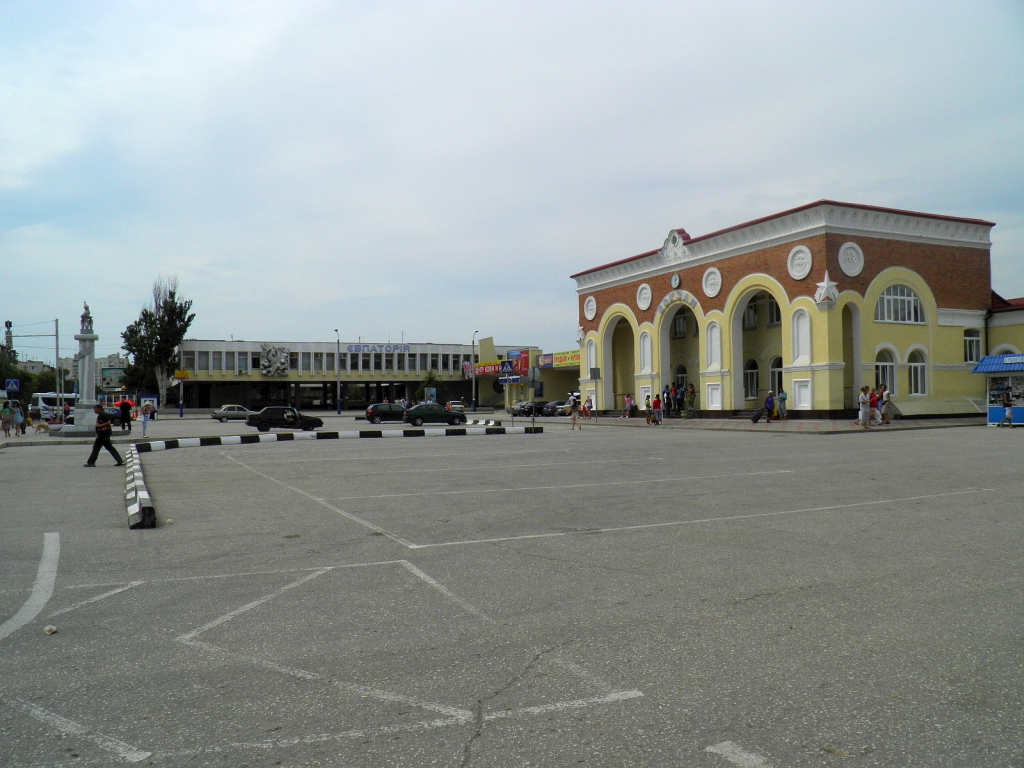
Bâtiments,
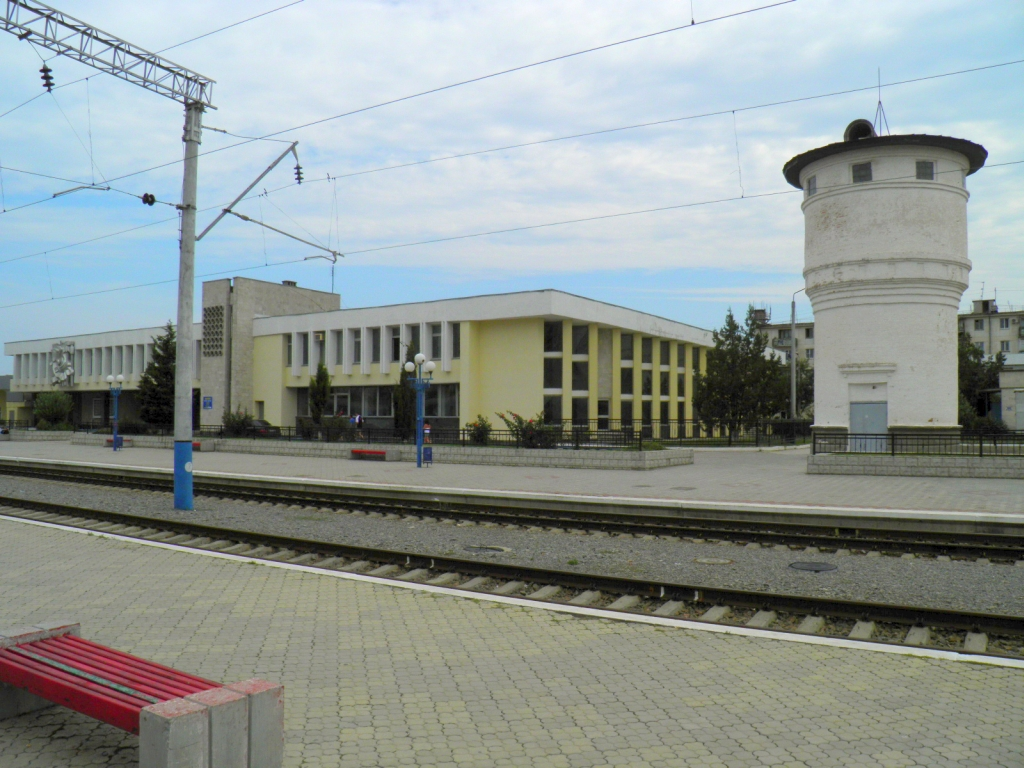
depuis les quais.